# Straszany
Straszany (rum. Strășeni) – miasto w Mołdawii; 16 tysięcy mieszkańców (2012), nad rzeką Byk. Stolica rejonu Strășeni.